# Žabja vas
Žabja vas – wieś w Słowenii, w gminie Gorenja vas-Poljane. W 2018 roku liczyła 49 mieszkańców.